# Odorrana bacboensis
Espèce
Synonymes
- Rana bacboensis Bain, Lathrop, Murphy, Orlov & Cuc, 2003

Statut de conservation UICN

 LC  : Préoccupation mineure
Odorrana bacboensis est une espèce d'amphibiens de la famille des Ranidae.

## Répartition
Cette espèce se rencontre :
- en République populaire de Chine dans les provinces du Guangxi et du Yunnan ;
- au Viêt Nam dans les provinces de Bắc Kạn, de Tuyên Quang, de Lào Cai et de Nghệ An[1].

## Étymologie
Son nom d'espèce, composé de bacbo et du suffixe latin -ensis, « qui vit dans, qui habite », lui a été donné en référence au lieu de sa découverte, Bac Bo signifiant en vietnamien le Nord du Viêt Nam.

## Publication originale
- Bain, Lathrop, Murphy, Orlov & Ho, 2003 : Cryptic species of a cascade frog from Southeast Asia: taxonomic revisions and descriptions of six new species. American Museum Novitates, no 3417, p. 1-60 (texte intégral).